# تاريخ الأرض

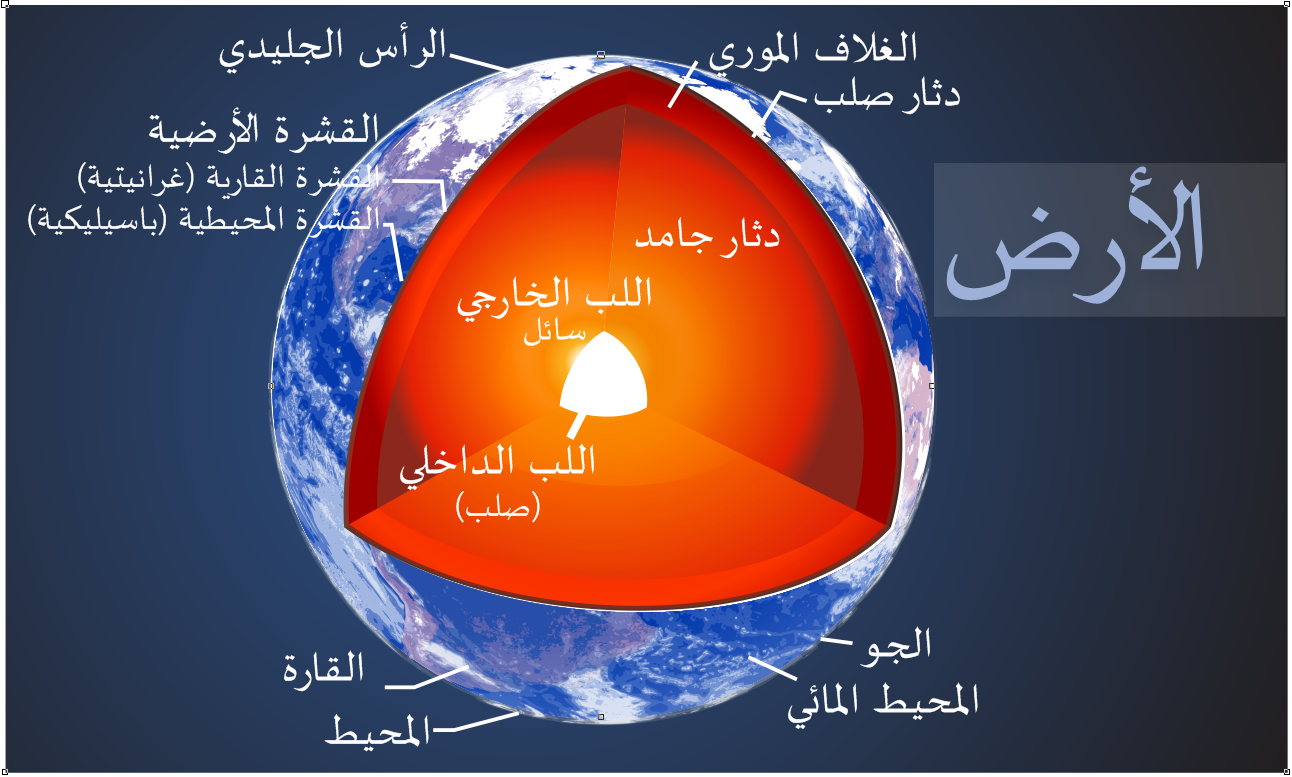
طبقات كوكب الارض

يتعلق تاريخ الأرض بتطور كوكب الأرض منذ تكوينه حتى يومنا هذا. ساهمت كل فروع العلوم الطبيعية تقريبًا في فهم الأحداث الرئيسة لماضي الأرض، والتي اتسمت بالتغير الجيولوجي والتطور البيولوجي المستمرين.
يصور المقياس الزمني الجيولوجي (جي تي إس)، كما ينص المؤتمر الدولي، الفترات الزمنية الكبيرة منذ بداية الأرض حتى الوقت الحاضر، وتؤرخ أقسامه بعض الأحداث الحاسمة في تاريخ الأرض. (في الرسم البياني، م.م تعني «منذ مليون عام»). تشكلت الأرض منذ نحو 4.54 مليار عام، ما يقارب ثلث عمر الكون، بالتنامي من السديم الشمسي. يُرجح أن التغزية البركانية خلقت الغلاف الجوي البدئي ومن ثم المحيط، لكن لم يحتوِ الغلاف الجوي البدئي أي أوكسجين تقريبًا. كان معظم الأرض مصهورًا بسبب التصادمات المتكررة مع الأجرام الأخرى ما أدى إلى نشاط بركاني مفرط. عندما كانت الأرض في أولى مراحلها (الأرض الأولى)، يُعتقد أن اصطدامًا فائقًا عملاقًا مع جرم بحجم كوكب اسمه ثيا قد أدى إلى تشكيل القمر. بمرور الوقت، بردت الأرض، ما سبب تشكل القشرة الصلبة، وسمح للماء السائل بالبروز إلى السطح.
يمثل الدهر الجهنمي الوقت قبل سجل (أحفوري) موثوق للحياة؛ وبدأ بتشكيل الكوكب وانتهى منذ 4 مليارات من الأعوام. أنتج الدهر السحيق ودهر الطلائع التاليين بدايات الحياة على الأرض وتطورها الأول. الدهر اللاحق هو دهر البشائر، والذي ينقسم إلى ثلاثة عصور: حقبة الحياة القديمة، وهي حقبة المفصليات والأسماك، والحياة الأولى على البرّ؛ ثم حقبة الحياة الوسطى، والتي امتدت على ظهور الديناصورات غير الطيورية وسيادتها وانقراضها المناخي؛ وحقبة الحياة الحديثة التي شهدت ظهور الثدييات. ظهر البشر المعروفون منذ مليوني عام على الأكثر، وهي فترة في غاية الصغر على المقياس الجيولوجي.
يرجع أقدم دليل لا جدال فيه للحياة على الأرض إلى 3.5 مليار عام على الأقل، خلال الحقبة السحيقة الأولى، بعد أن بدأت القشرة الجيولوجية بالتماسك بعد الدهر الجهنمي المنصهر الأول. وُجدت مستحاثات حصيرة ميكروبية مثل الستروماتوليت في حجر رملي عمره 3.48 مليار عام اكتُشف في أستراليا الغربية. من الأدلة الملموسة المبكرة الأخرى على المادة النشوئحيوية هو غرافيت في صخرة ميتاسيدمينتية عمرها 3.7 مليار عام اكتشُفت في جنوب غرب غرينلاند بالإضافة إلى «بقايا حياة حيوية» عثر عليها في صخور عمرها 4.1 مليار سنة في أستراليا الغربية. وفقًا لأحد الباحثين: «إن نشأت الحياة بسرعة نسبية على الأرض... فقد يكون ذلك أمرًا شائعًا في الكون».
ظهرت كائنات التركيب الضوئي بين 3.2 و2.4 مليار عام مضت وبدأت بإثراء الغلاف الجوي بالأكسجين. ظلت الحياة صغيرة ومجهرية في معظمها حتى نحو 580 مليون عام مضت، وقتما نشأت الحياة متعددة الخلايا، وتطورت بمرور الوقت، وبلغت ذروتها في الانفجار الكامبري منذ نحو 541 مليون عام. أنتج هذا التنوع المفاجئ لأشكال الحياة معظم الشعب الرئيسة المعروفة اليوم، وفصل دهر الطلائع عن الفترة الكامبرية في حقبة الحياة القديمة. يُقدر أن 99% من كل الأنواع التي عاشت على الأرض قط، أكثر من خمسة ملايين، قد انقرضت. تتراوح التقديرات حول عدد أنواع الأرض الحالية من 10 إلى 14 مليون، ومنها نحو 1.2 مليون موثق، لكن أكثر من 86% لم يوصف. مع ذلك، فقد زُعم مؤخرًا أن 1 تريليون نوع يعيش حاليًا على الأرض، ولم يوصف منها إلا واحد في الألف من واحد في المئة.
تتغير قشرة الأرض باستمرار منذ تشكيلها، مثلما تفعل الحياة منذ ظهورها الأول. تستمر الأنواع بالتطور، فتتخذ أشكالًا جديدة، وتنقسم إلى أنواع وليدة، أو تنقرض في مواجهة البيئات المادية دائمة التغير. تستمر حركة الصفائح التكتونية في تشكيل قارات الأرض ومحيطاتها والحياة التي تاويها.

## الدهور
في علم الزمن الجيولوجي، يقاس الزمن عمومًا بـ م.م.س (منذ مليون سنة)، وكل وحدة تمثل فترة 1.000.000 مليون عام تقريبًا في الماضي. ينقسم تاريخ الأرض إلى أربعة دهور كبرى، تبدأ منذ 4.540 م.م.س بتشكيل الكوكب. شهد كل دهر أكثر التغيرات أهمية في تركيب الأرض والمناخ والحياة. ينقسم كل دهر بعد ذلك إلى عصور، والتي تنقسم بدورها إلى فترات، وتنقسم الفترات إلى مراحل.
| الدهر   | م.م.س             | الوصف |
| الجهنمي | 4.540 -4000       | تشكلت الأرض من البقايا حول القرص الكوكبي الشمسي الأولي. لا حياة في درجات حرارة مفرطة الارتفاع، مع نشاط بركاني متكرر وبيئات جحيمية المنظر (ومن هنا جاء اسم الدهر، والذي ينحدر من هاديس). الغلاف الجوي سديمي. يُحتمل وجود محيطات أولية أو تجمعات مياه السائلة. تشكل القمر نحو هذا الوقت ويرجح أن ذلك بسبب الاصطدام العملاق. |
| السحيق  | 4.000 -2500       | ظهرت بدائيات النوى، أول أشكال الحياة، في بداية هذا الدهر تمامًا، في عملية تُعرف بالتولد التلقائي. ربما وجدت قارات أور وفاربالا وكينورلاند نحو هذا الوقت. تألف الغلاف الجوي من غازات بركانية ودفيئة. |
| الطلائع | 2.500- 541        | يعني اسم هذا الدهر «الحياة الأولى». ظهرت حقيقيات النوى، وهي شكل أكثر تعقيدًا من أشكال الحياة، بما فيها الكائنات متعددة الخلايا. بدأت البكتيريا بإنتاج الأكسجين، لتشكل الغلاف الجوي الثالث والحالي للأرض. تشكلت النباتات والحيوانات لاحقًا وربما الأشكال الأولى من الفطريات نحو هذا الوقت. ربما خضعت المراحل الأولى والأخيرة من هذا الدهر لفترات «الأرض كرة الثلج»، والتي عانى الكوكب كله فيها من درجات حرارة تحت الصفر. ربما وُجدت القارات الأولى كولومبيا ورودينيا وبانوتيا بالترتيب نفسه في هذا الدهر.                                                                          |
| البشائر | 541- الوقت الحالي | بدأت الحياة المعقدة، بما فيها الفقاريات بالهيمنة على محيط الأرض في عملية تُعرف بالانفجار الكامبري. تشكلت بانجبا وتفككت لاحقًا إلى لوراسيا وغوندوانا، والتي بدورها تفككت إلى القارات الحالية. بالتدريج، امتدت الحياة إلى البر وبدأت الأشكال المعروفة من النباتات والحيوانات والفطريات بالظهور، بما فيها الديدان الحلقية والحشرات والزواحف، ومن هنا يأتي اسم الدهر، والذي يعني «الحياة المرئية». حدثت انقراضات جماعية عدة، من بينها الطيور، وأحفاد الديناصورات غير الطيرية، والثدييات التي ظهرت مؤخرًا. تطورت الحيوانات المعاصرة –بما فيها الإنسان- في المراحل الأحدث من هذا الدهر. |

## تشكل النظام الشمسي

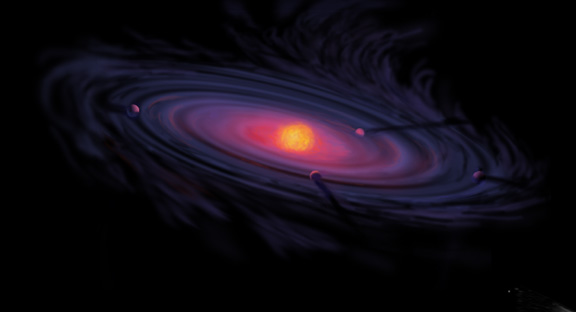
رسم تخيلي لقرص كوكبي أولي

يعتبر النموذج القياسي لتشكل النظام الشمسي (بما فيها الأرض) هي فرضية السديم الشمسي. وفي هذا النموذج، تشكل النظام الشمسي من سحابة كبيرة دوارة مكونة من غبار النجوم وغاز يسمى السديم الشمسي، كان يتكون من الهيدروجين والهيليوم نشأ بعد فترة وجيزة من الانفجار العظيم قبل 13.8 مليار سنة ومن عناصر أثقل قد تم طردها بواسطة المستعر الأعظم. وقبل حوالي 4.5 مليار سنة، بدأ السديم بالانكماش ربما بسبب موجة صادمة من مستعر أعظم آخر قريب. وجعلت هذه الموجة الصادمة من السديم أن يدور. وبدأت بالتسارع، وقد أدى به كل من الزخم الزاوي، والجاذبية، والقصور الذاتي بالانبساط ليتشكل ويصبح قرص كوكبي أولي متعامد مع محور دورانه. وقد أدت الاضطرابات الصغيرة الناتجة عن الاصطدامات والزخم الزاوي للحطام الكبير الآخر من جعل الكواكب الأولية التي يقدر حجمها بالكيلومتر أن تدور في مركز السديم.
يقل الزخم الزاوي في مركز السديم، وبالتالي فإنه ينهار بسرعة، ويزيد الضغط من درجة حرارته حتى يبدأ الاندماج النووي للهيدروجين في الهيليوم. وبعد المزيد من الانكماش، يشتعل نجم تي الثور ويتطور إلى الشمس. وفي نفس الوقت، تسبب جاذبية الجزء الخارجي من السديم في انحصار المادة حول اضطرابات الكثافة وجزيئات غبار، وتبدأ بقية القرص الكوكبي بالتفكك إلى حلقات. وفي عملية تعرف باسم التنامي الهارب، وتتجمع شظايا الغبار والحطام معا لتشكل الكواكب. وعلى هذا النحو تشكلت الأرض منذ حوالي 4.54 مليارات سنة (مع شكوك بنسبة 1%) وتم اكتمالها خلال 10-20 مليون سنة. وتزيل الرياح الشمسية لنجم تي الثور الحديث معظم المواد الموجودة في القرص التي لم تتكاثف إلى أجسام الكبيرة. ومن المتوقع أن ينتج من نفس العملية أقراص تراكمية حول كل النجوم التي تشكلت حديثا في الكون، وبعضها ينتج كواكب.
نمت الأرض البدائية بالتراكم حتى أصبح باطنه ساخنا بما يكفي لإذابة المعادن المحبة للحديد (siderophile) الثقيلة، وتملك كثافة أعلى من السيليكات، مما يجعل هذه المعادن أن تنغمر. أطلق على هذه العملية كارثة الحديد التي أدت إلى فصل الوشاح البدائي والنواة (المعدنية) بعد 10 ملايين سنة فقط من بدء تكوين الأرض، أنتج بنية أرضية طبقية وتشكيل مجال مغناطيسي للأرض. كان «جي أي جاكوبس» أول من اقترح أن اللب الداخلي -المركز الصلب يتميز عن اللب الخارجي السائل- يتجمد وينمو للب الخارجي السائل بسبب البرودة التدريجية لباطن الأرض (حوالي 100 درجة مئوية لكل مليار سنة.)

## أصل الأرض حسب النظريات العلمية
نظرية تشكل الأرض هي جزء من نظرية ولادة النظام الشمسي: تفترض هذه النظرية أن المنظومة الشمسية وجدت في البداية كمجموعة كبيرة، على شكل سحابة من الغبار والصخور والغاز. والتي كانت تتألف من الهيدروجين والهليوم الناتجة عن الانفجار الكبير، فضلا عن طرد عناصر أخرى. ثم ومن نحو 4.6 مليار سنة (تفترض النظرية) ان النجوم القريبة دُمرت وانفجرت موجة اهتزازية في السديم الشمسي، مما أدى إلى اكتساب الدوران الزاوي. كما بدأت السحابة بالإسراع المتناوب إلى أن استقرت الموجة بشكل عمودي على محور التناوب. وكانت أغلبية الكتل تتركز على هذا المحور، تسبب الدوران في التسخين، لكن بسبب آثار الاصطدام والدوران الزاوي وغيرها من المخلفات الكبيرة وجدت (تفترض النظرية) بداية تشكيل المجرة الشمسية. إلا أن حركة المواد وزيادة سرعة التناوب ومقاومة الجاذبية سببت زيادة هائلة من التسخين في المركز. وبسبب عدم إمكانية نقل الطاقة بعيدا تم الانصهار النووي لكل من الهيدروجين والهليوم، ونتيجة لذلك تم الاشتعال الأول للنجم المعروف اليوم أنه الشمس. وفي هذه الأثناء، تسببت الفوضى حول الاجسام الجديدة خارج الشمس، بفصل الأجسام إلى مجموعات. لكن تصادم الشظايا الكبيرة مع بعضها البعض سبب تشكل الأجسام الكبيرة. وأصبحت جمع شمل هذه الأجسام على بعد حوالي 150 مليون كيلومتر من المركز هو الكواكب متضمنة كوكب الأرض. وبعدها قامت الرياح الشمسية التي تشكلت أثنائها بإزالة معظم المواد المتواجدة على شكل غبار التي لم تتكثف على هيئات أخرى.

## راجع أيضا
- فرضية الاصطدام العملاق
- مستقبل الأرض